# Pere Domenèch
Pere Domenèch (Alcúdia S. XV- S.XVI). Fou un reialista mallorquí durant la coneguda Revolta de les Germanies del segle xvi.
Domenèch es distingí amb la seva actuació com a reialista en estar a favor de l'emperador Carles V. Lluità contra els agermanats i per aquest motiu, l'emperador el va nomenar capità de llancers i li concedí un títol nobiliari, que encara resta a la família Domenèch d'Alcúdia.